# Marjan Gerasimowski
Marjan Gerasimowski (ur. 12 marca 1974 w Tetowie) – macedoński piłkarz występujący na pozycji obrońcy. W latach 2001–2002 był zawodnikiem Legii Warszawa. W reprezentacji Macedonii rozegrał 9 spotkań.

## Sukcesy
- Wardar Skopje
  - Puchar Macedonii: 1998
- Partizan Belgrad
  - Mistrzostwo Jugosławii: 1998/99
  - Puchar Jugosławii: 1998, 2001
- Legia Warszawa
  - Ekstraklasa: 2001/02
  - Puchar Ekstraklasy: 2002
- Cementarnica Skopje
  - Puchar Macedonii: 2003